# Ałchazur Ozdijew
Ałchazur Bajsułtanowicz Ozdijew (ur. 20 marca 1988) – kazachski zapaśnik walczący w stylu klasycznym. Siódmy na mistrzostwach świata w 2010. Brązowy medalista igrzysk azjatyckich w 2010. Piąty na mistrzostwach Azji w 2010. Czwarty w Pucharze Świata w 2012; piąty w 2011 a siódmy w 2013 i 2014. Wicemistrz świata juniorów z 2008 roku.